# Dominique Curtiss
Pour les articles homonymes, voir Curtiss.
 (mai 2023).
Si vous disposez d'ouvrages ou d'articles de référence ou si vous connaissez des sites web de qualité traitant du thème abordé ici, merci de compléter l'article en donnant les références utiles à sa vérifiabilité et en les liant à la section « Notes et références ».
Dominique Curtiss, née en 1963, est une écrivaine française spécialisée dans la littérature pour la jeunesse.

## Biographie
Elle a écrit plusieurs romans pour les enfants à partir de 3 ans.

## Œuvres
- Tom et Berti au Vietnam. La Séparation, éditions Aparis, 2008  (ISBN 978-2812104190)
- Tom et Berti en Irlande. La Nuit de Samain, Chouetteditions.com, 2010  (ISBN 978-2-923834-02-3)
- Tête de linotte, Chouetteditions.com, 2010  (ISBN 978-2-923834-11-5)
- Moi, je n'aime pas lire !, Chouetteditions.com, 2010  (ISBN 978-2-923834-15-3)
- Le Petit Cireur de chaussures, Chouetteditions.com, 2010  (ISBN 978-2-923834-13-9)
- Un hiver de neige pour Mamadou, Chouetteditions.com, 2010  (ISBN 978-2-923834-17-7)